# Liverpool College of Art

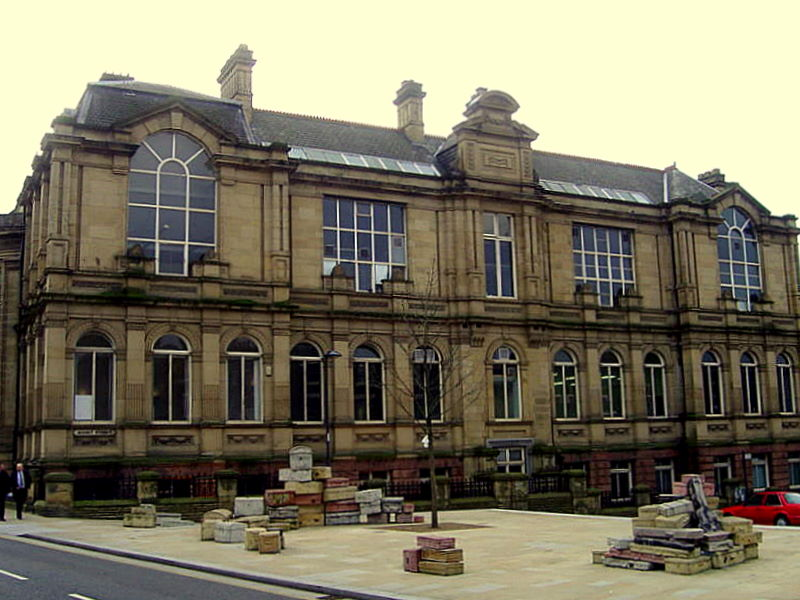
Il Liverpool College of Art, con sculture di cemento nel piazzale antistante

Il Liverpool College of Art è una prestigiosa scuola d'arte inglese, situata al numero 68 di Hope Street nella città portuale. 

## Sede
La sede storica è classificata come monumento di secondo grado. L'edificio è attualmente di proprietà della Liverpool John Moores University e fu messo in vendita nel gennaio del 2006. Potrà essere convertito in appartamenti oppure diventare un'estensione del Liverpool Institute for Performing Art. Fino al dicembre del 2008 è stato utilizzato per l'amministrazione e come parte della Liverpool School of Art and Design.